# حنش نحيل
حنش نحيل (الاسم العلمي: Coluber gracilis) (بالإنجليزية: graceful racer)‏ هو نوع من الزواحف يتبع جنس الحنش من فصيلة الأحناش، يعيش في الهند.